# Ducasse van Aat
De Ducasse van Aat (Ducasse is Waals voor kermis, volksfeest) is een folkloristisch feest dat elk jaar plaatsvindt in Aat in de Waalse provincie Henegouwen. Sinds de oorsprong in de middeleeuwen is het in de loop van de tijd uitgegroeid tot een zeer populair feest dat enkele dagen duurt. Het feest is gebaseerd op voorouderlijke tradities en het werd op 25 november 2005 toegevoegd op de Representatieve lijst van het immaterieel cultureel erfgoed van de mensheid van de UNESCO, net als bijvoorbeeld de Ducasse van Bergen. In 2022 werd de Ducasse van Aat echter van de Lijst geschrapt door Unesco, na commotie over de zwarte centrale figuur.

## Geschiedenis
Uitbeeldingen in een optocht in Aat worden voor het eerst beschreven in de tweede helft van de 15e eeuw, in de oude processie van Sint Julien van Brioude. De kerk bevond zich toen in het gehucht met de naam Vieux-Ath (Oud-Aat).
- 1399: de oudste vermelding van een processie
- 1431-1432: opkomst van een groep figuren die het leven van heiligen en martelaren vertegenwoordigden.
- 1462: vermelding van Le Cheval Bayard, het Ros Beiaard, een van de reuzen van Aat
- 1481: vermelding van de reus Goliath in de optocht

In de eeuwen erop tot aan de 18e eeuw werd het karakter van de optocht steeds minder religieus, ten gunste van het uiterlijk vertoon.
In de jaren zestig van de 20e eeuw was de interesse sterk gedaald. In 1968 werd de Ducasse nieuw leven ingeblazen door middel van de oprichting van een comité voor vernieuwing van de stoet, het Comité Rénovation du Cortège. Sindsdien staat hij weer vol in de aandacht.
Elke reus heeft zijn eigen groep van mannelijke dragers, die een wit uniform hebben.

## Galerij

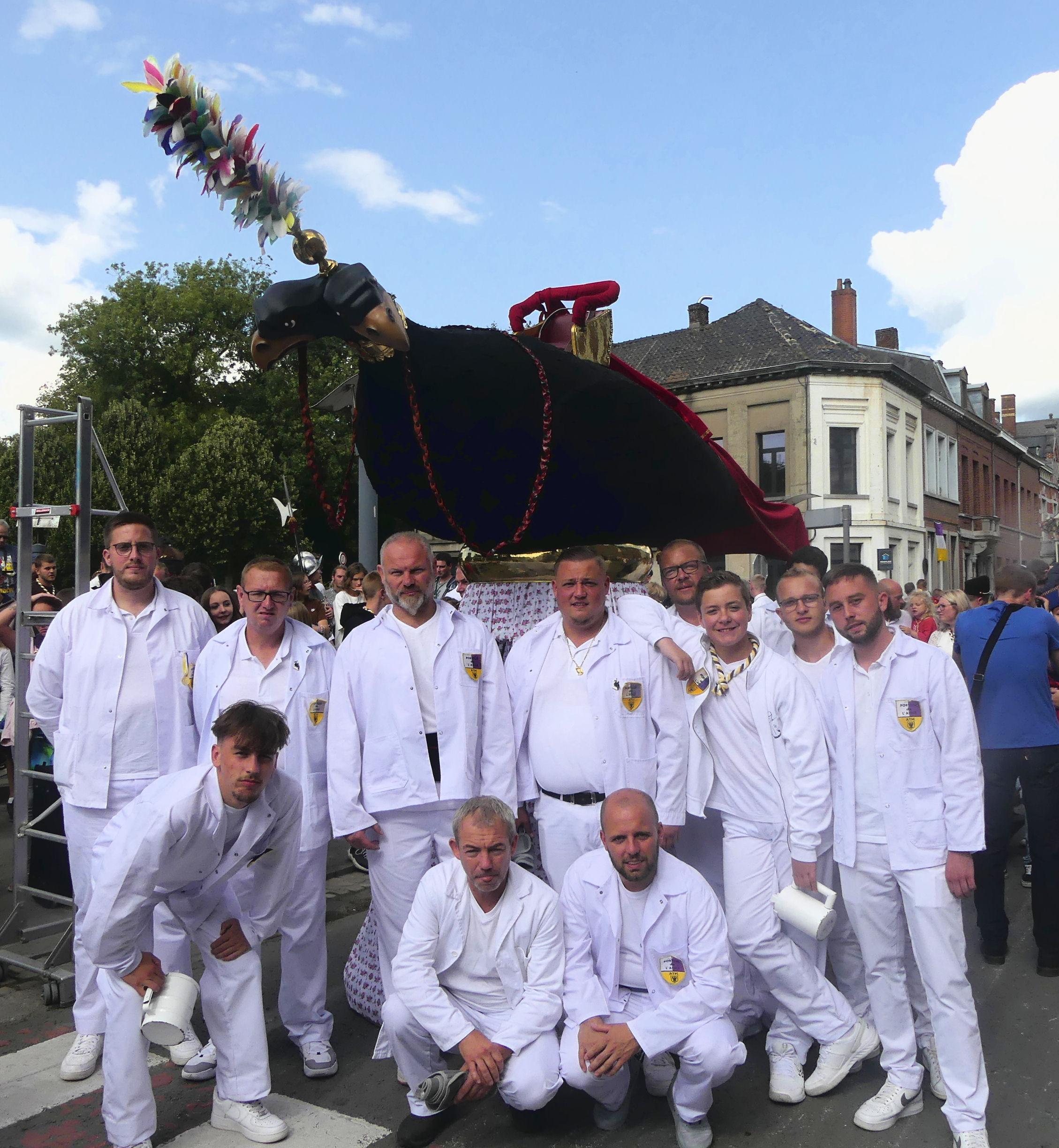
de dragers van de adelaar met twee hoofden, 2023
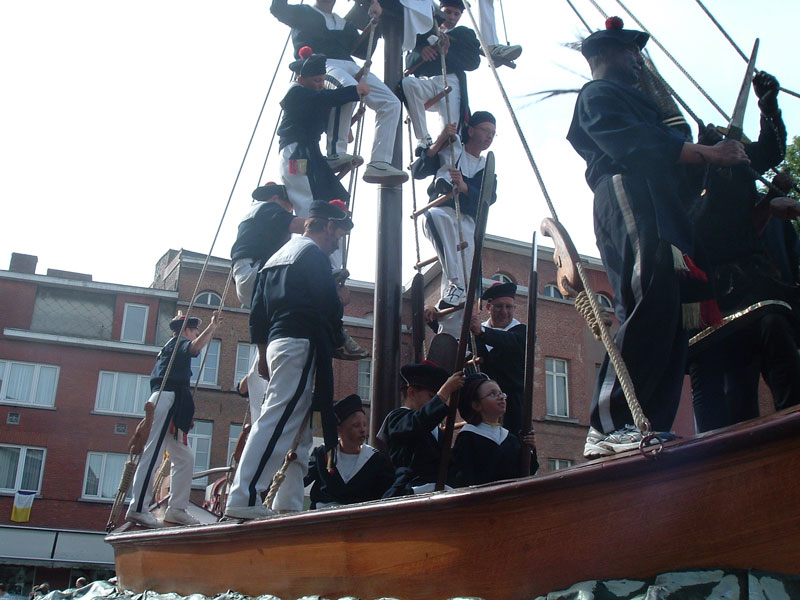
De boot van Napolitaanse vissers
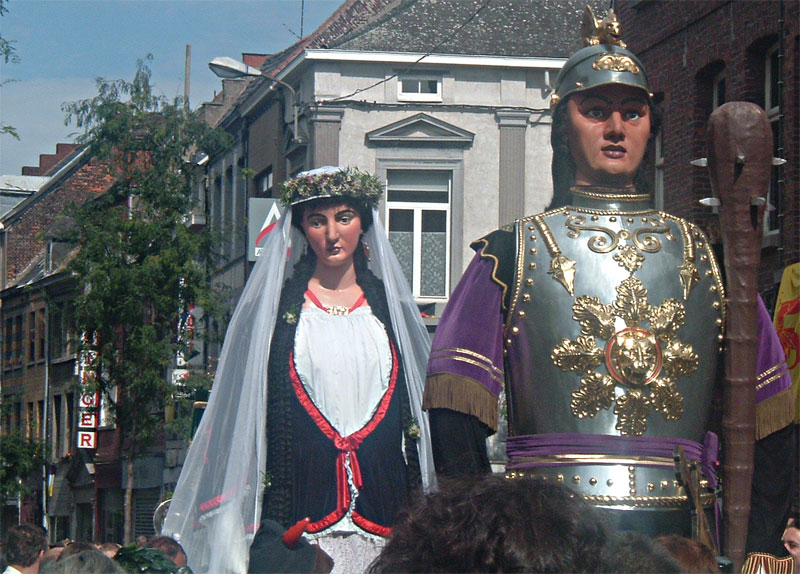
Dhr. en mw. Goliath

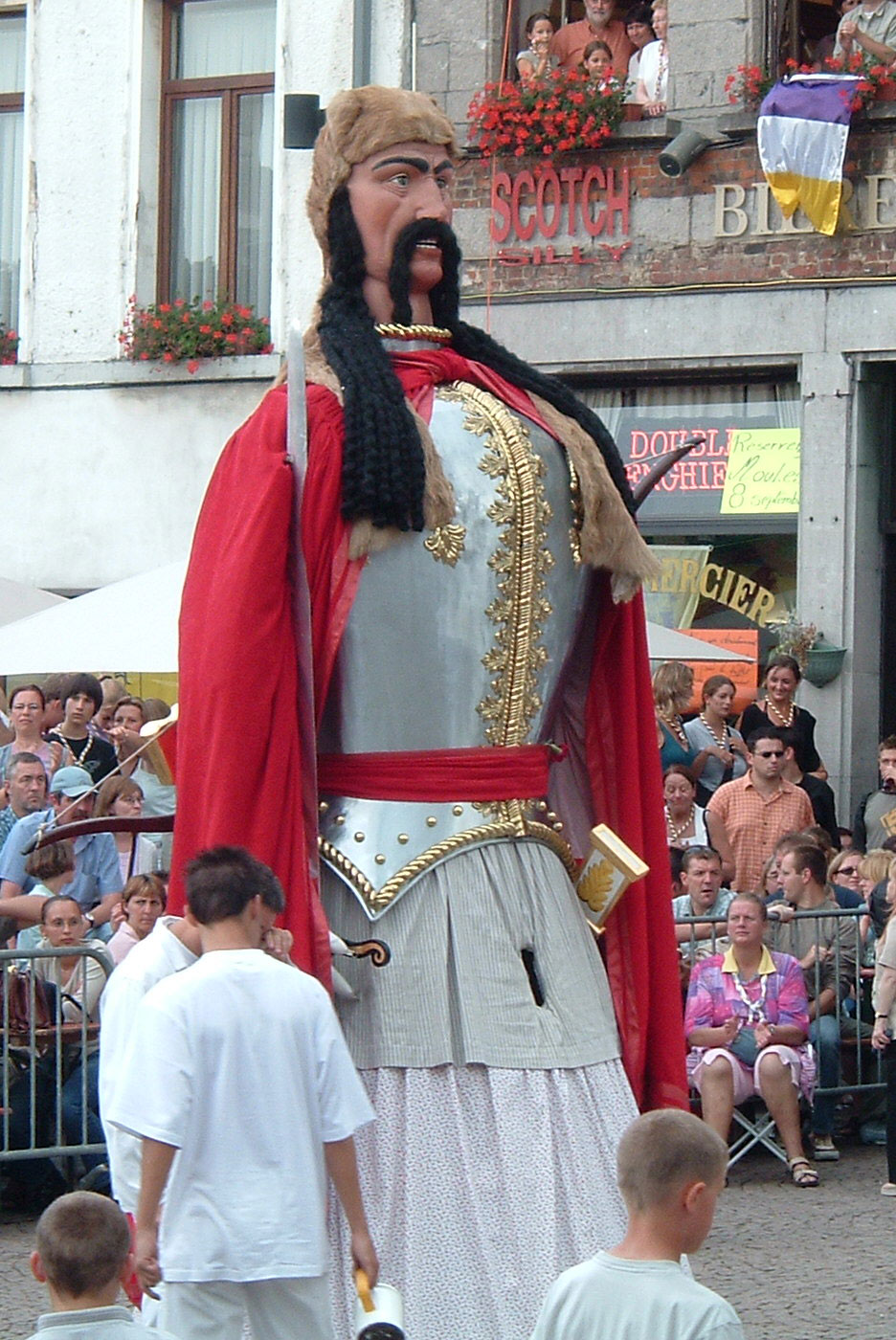
De reus Ambiorix, 1504
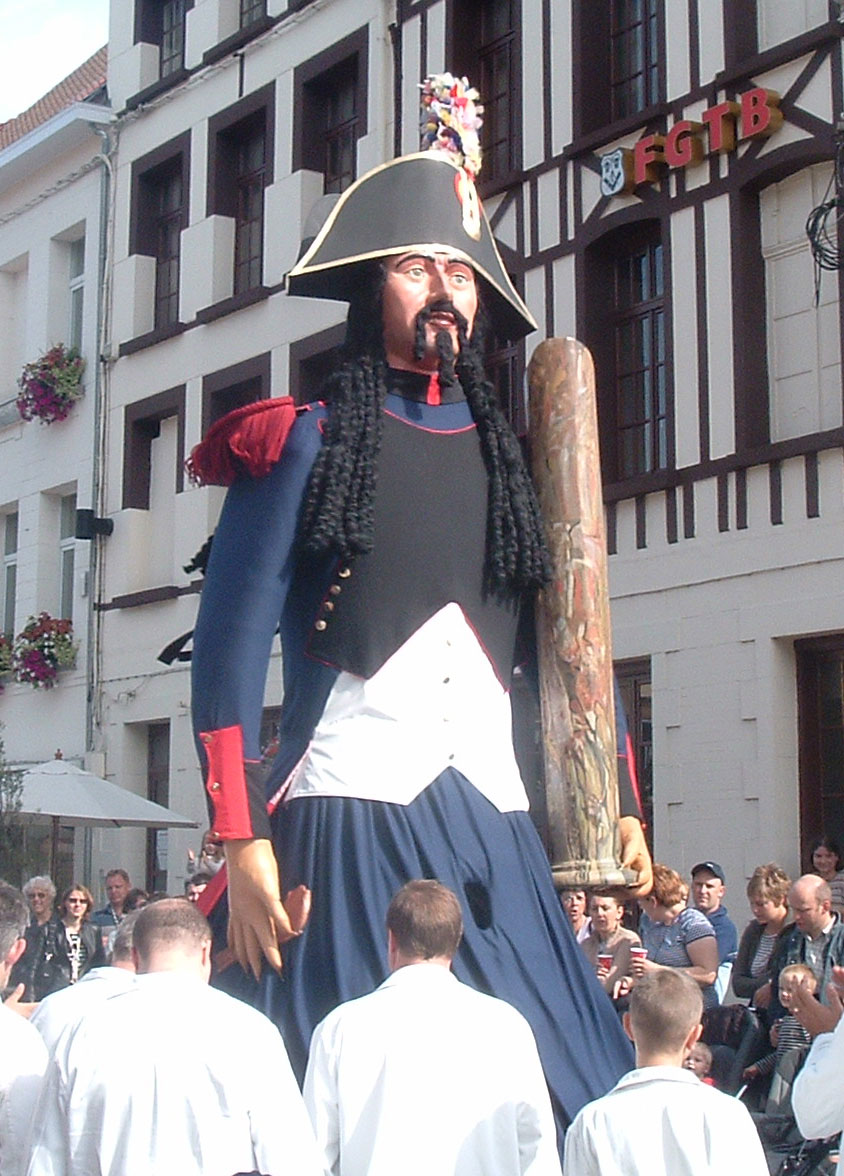
Samson, 1504
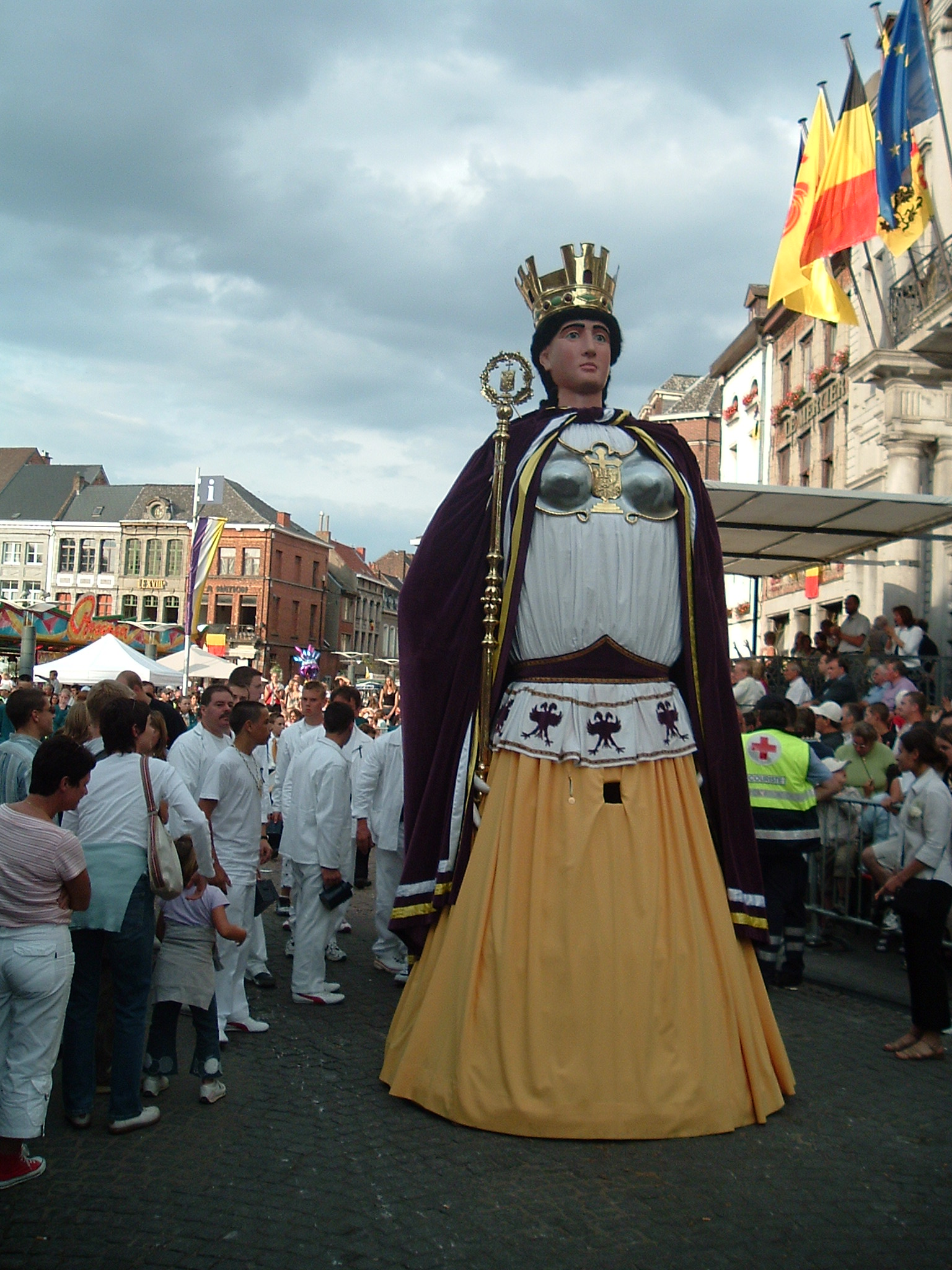
Mademoiselle Victoire